# Valentina Fedjuschina
Valentina Fedjuschina (ros. Валентина Анатольевна Федюшина, Walentina Anatoljewna Fiedjuszyna, ur. 10 lutego 1965 w Moskwie) – austriacka lekkoatletka, specjalizująca się w pchnięciu kulą.
Początkowo startowała w reprezentacjach Związku Radzieckiego i Ukrainy, ale w 1999 roku została obywatelką Austrii, aby wziąć udział w igrzyskach olimpijskich w Sydney w reprezentacji tego kraju. Była żoną dyskobola Wołodymyra Zinczenki.
Rekordy życiowe: stadion – 21,08 m (15 maja 1988, Leselidze); hala – 21,60 m (28 grudnia 1991, Symferopol, 3. wynik w historii światowej lekkoatletyki).
Jako obywatelka Austrii w lipcu 1999 roku w Casablance, ustanowiła rekord kraju w pchnięciu kulą, wynoszący 19,21 m.

## Osiągnięcia
| Rok  | Impreza                     | Miejsce   | Pozycja     | Wynik |
| ---- | --------------------------- | --------- | ----------- | ----- |
| 1983 | Mistrzostwa Europy juniorów | Schwechat | 2. miejsce  | 17,01 |
| 1988 | Igrzyska olimpijskie        | Seul      | 13. miejsce | 19,06 |
| 1992 | Halowe mistrzostwa Europy   | Genua     | 4. miejsce  | 18,95 |
| 1993 | Halowe mistrzostwa świata   | Toronto   | 4. miejsce  | 19,07 |
| 1993 | Mistrzostwa świata          | Stuttgart | 7. miejsce  | 19,27 |
| 1994 | Halowe mistrzostwa Europy   | Paryż     | –           | NM    |
| 1994 | Mistrzostwa Europy          | Helsinki  | 7. miejsce  | 18,91 |
| 1995 | Halowe mistrzostwa świata   | Barcelona | 6. miejsce  | 18,48 |
| 1995 | Mistrzostwa świata          | Göteborg  | 10. miejsce | 18,03 |
| 1996 | Halowe mistrzostwa Europy   | Sztokholm | 3. miejsce  | 18,90 |
| 1996 | Igrzyska olimpijskie        | Atlanta   | 12. miejsce | 17,99 |
| 1997 | Mistrzostwa świata          | Ateny     | 20. miejsce | 17,31 |
| 1999 | Mistrzostwa świata          | Sewilla   | 7. miejsce  | 18,17 |
| 2000 | Igrzyska olimpijskie        | Sydney    | 12. miejsce | 17,14 |
| 2002 | Halowe mistrzostwa Europy   | Wiedeń    | 4. miejsce  | 18,23 |
| 2002 | Mistrzostwa Europy          | Monachium | 13. miejsce | 17,11 |